# PC Plus
PC Plus fue una revista de informática publicada mensualmente desde 1986 hasta septiembre de 2012 en el Reino Unido por Future plc. La revista estaba dirigida a usuarios de PC de nivel intermedio a avanzado, profesionales y entusiastas de la informática. La revista estaba dirigida específicamente a usuarios de PC y tecnologías relacionadas, por lo que los artículos destacados no se veían diluidos por la cobertura de otras plataformas. Comenzó su vida específicamente como una revista dirigida al usuario de PC Amstrad.

## Personal
Durante muchos años, el editor (más tarde editor en jefe) fue Dave Pearman. La revista impresa PC Plus cerró en octubre de 2012, cuando el editor era Martin Cooper.
Cada edición de la revista impresa se centró en cuatro secciones principales: noticias, reseñas, artículos y tutoriales.
Bajo la dirección editorial de Pearman, la revista se caracterizó por la inclusión de artículos y contenidos irreverentes y fuera de lo común, entre ellos Rants and Raves de Huw Collingbourne, una serialización de una oficina ficticia titulada Group Efforts y Bastard Operator From Hell. La revista utilizó con frecuencia imágenes de Bath, su sede de oficinas, durante sus artículos tutoriales multimedia.
Futuro plc. ya no publica PC Plus como publicación impresa, aunque el dominio en línea aún es atendido por la marca matriz TechRadar.com.